# Venceslas III Adam de Cieszyn
Pour les articles homonymes, voir Venceslas III.
Venceslas III Adam de Cieszyn (en tchèque Václav III. Adam, en allemand Wenzel III. Adam, en polonais Wacław III Adam), né en décembre 1524 et mort le 4 novembre 1579, règne sur le duché de Cieszyn (Teschen en allemand) de 1528 jusqu'à sa mort.

## Biographie
Venceslas III Adam est le second et seul fils survivant de Venceslas II, duc corégent de Cieszyn, et de son épouse Anne, fille du margrave Frédéric Ier de Brandebourg-Ansbach. Il nait posthume, un mois après la mort de son père, survenue le 7 novembre 1524. En 1528, il succède à son grand-père Casimir II sous la double régence de sa mère et de Jean de Pernstein (en) (mort en 1540), dit « le Riche », futur comte de Glatz, dont il épousera la fille. 
En 1546, il accompagne l'entrée de l'empereur Ferdinand Ier de Habsbourg à Breslau. En 1564, il assiste au couronnement de son successeur Maximilien II comme roi de Hongrie à Bratislava. La même année, il est encore présent aux obsèques de Ferdinand Ier à Autriche. Venceslas III Adam effectue pour le compte des empereurs Habsbourg plusieurs ambassades en Pologne.

## Unions et postérité
Le 8 février 1540, Venceslas III Adam épouse en premières noces Marie (24 février 1524 – 19 novembre 1566), fille de son régent Jean de Pernstein. Le mariage avait été décidé par son grand-père le duc Casimir II, et un engagement officialisé dès le 8 septembre 1528, trois mois après la mort de Casimir II. Comme dot, Venceslas III Adam reçoit de son beau-père la somme de 12 000 pièces d'or hongroises. Trois enfants naissent de cette union :
- Sophie (1540-1541) ;
- Frédéric-Casimir (décembre 1541/janvier 1542 – 4 mai 1571) ;
- Anne (7 mars 1543 – avant 1564).

Toujours à Cieszyn le 25 novembre 1567, Venceslas III Adam se remarie le 25 novembre 1567 à Cieszyn avec Sidonie-Catherine (morte en juillet 1594), fille du duc Francois Ier de Saxe-Lauenbourg. Ils ont six enfants :
- une fille (née et morte peu après le 23 février 1569) ;
- Christian-Auguste (30 avril 1570 – 18 février 1571) ;
- Marie-Sidonie (10 mai 1572 – 3 octobre 1587), épouse le 20 janvier 1587 le duc Frédéric IV de Legnica ;
- Anne-Sibylle (4 juin 1573 – après 1601) ;
- Adam-Venceslas (12 décembre 1574 – 13 juillet 1617), duc de Cieszyn ;
- Jean-Albert (3 août 1578 – avant le 4 novembre 1579).

## Sources
- (de) Europäische Stammtafeln Vittorio Klostermann, Gmbh, Francfort-sur-le-Main, 2004  (ISBN 3465032926),  Die Herzoge von Auschwitz †1495/97, von Zator †1513 und von Tost †1464 sowie die Herzoge von Teschen 1315-1625 resp. 1653  des Stammes der Piasten  Volume III Tafel 16.
- (en) & (de) Peter Truhart, Regents of Nations, K. G Saur Münich, 1984-1988  (ISBN 359810491X), Art. « Teschen (Pol. Cieszyn) », p.  2.455.